# سفارة أوكرانيا في المملكة المتحدة
سفارة أوكرانيا في المملكة المتحدة هي أرفع تمثيل دبلوماسي لدولة أوكرانيا لدى المملكة المتحدة. تقع السفارة في لندن وهي تهدف لتعزيز المصالح الأوكرانية في المملكة المتحدة.

## وصلات خارجية
- الموقع الرسمي
- قائمة سفارات أوكرانيا
- قائمة السفارات في المملكة المتحدة